# Whisper (Milk Inc.)
Whisper is een Engelstalige single van de Belgische band Milk Inc uit 2006.
Het tweede nummer op deze single was een "extended version".
Het liedje verscheen op hun titelloze album Supersized uit 2006.

## Meewerkende artiesten
Producer: 
- Filip Vandueren
- Regi Penxten

Muzikanten:
- Linda Mertens (zang)
- Filip Vandeuren (synthesizer)
- Regi Penxten (synthesizer)